# Ulrike Ottinger

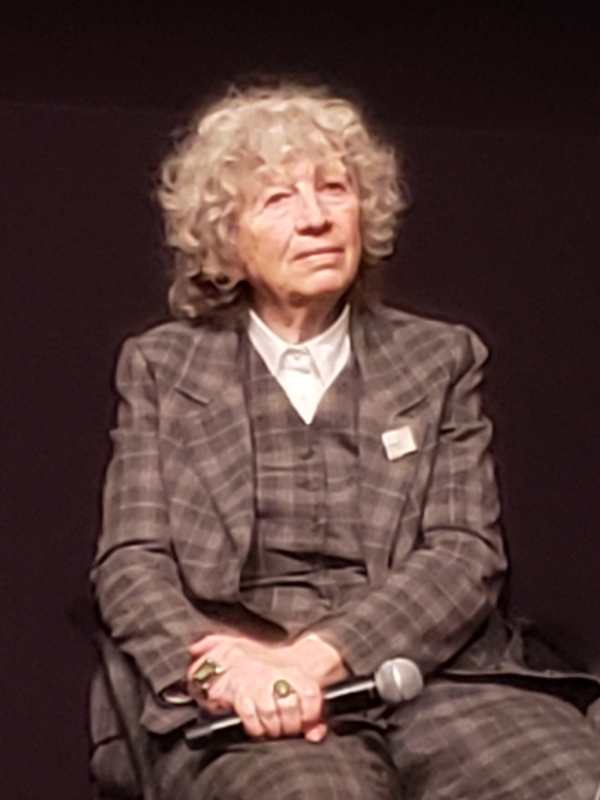
Ulrike Ottinger (2019)

Ulrike Ottinger (* 6. Juni 1942 als Ulrike Weinberg in Konstanz) ist eine avantgardistische, zeitgenössische deutsche Künstlerin. Besonders bekannt und erfolgreich ist sie als Filmemacherin, Malerin und Fotografin.

## Leben und beruflicher Werdegang
Ulrike Ottinger, Tochter der Fremdsprachenkorrespondentin Maria Weinberg und des Kunst- und Dekorationsmalers Ulrich Ottinger, wuchs am Bodensee auf. Sie absolvierte nach der Mittleren Reife zunächst eine Banklehre. Ab 1959 war sie Gaststudentin an der Akademie der Künste in München und arbeitete als Malerin. Von 1962 bis 1968 lebte und arbeitete Ottinger als Malerin in Paris und studierte bei Johnny Friedlaender Radiertechnik. Sie beteiligte sich an mehreren Pop-Art-Ausstellungen und schrieb 1966 ihr erstes Drehbuch mit dem Titel Die mongolische Doppelschublade.
Als sie 1969 in die Bundesrepublik Deutschland zurückkehrte, gründete sie in Zusammenarbeit mit dem Filmseminar der Universität Konstanz den Filmclub „Visuell“, den sie bis 1972 leitete. Sie baute eine Galerie und eine dazugehörige Druckerei auf, die „galeriepress“, mit der sie zeitgenössische Kunst edierte und sie zu einem Kristallisationspunkt avantgardistischer bildender Kunst entwickelte. Seit 1973 wohnt Ottinger in (West-)Berlin. Dort lebte und arbeitete sie viele Jahre mit der Schauspielerin und Szene-Künstlerin Tabea Blumenschein zusammen, die mit Magdalena Montezuma Hauptdarstellerin ihrer ab 1972 entstandenen Filme wurde. Ottinger entwickelte einen ausdrucksstarken bizarr-surrealistischen Filmstil, der durch den weitgehenden Verzicht auf lineare Handlungsstränge gekennzeichnet ist.
Ottinger arbeitete auch für das Theater und inszenierte unter anderem 1983 am Staatstheater Stuttgart Elfriede Jelineks Clara S., 1986 in Graz Jelineks Begierde und Fahrerlaubnis sowie beim Steirischen Herbst 1999 Johann Nestroys Zauberposse Das Verlobungsfest im Feenreiche.
Seit ihrer Kindheit ist Ottinger fasziniert von außereuropäischen Gesellschaften. In ihren Dokumentar- und Spielfilmen findet mongolische und japanische Formensprache Anerkennung und Ausdruck. Ottinger drehte Dokumentarfilme über asiatische Kulturen, darunter das viereinhalbstündige Werk China – die Künste – der Alltag und die achteinhalbstündige Produktion Taiga.
Ottinger wurde im Rahmen der Reihe 100 Tage – 100 Gäste der documenta 10 im Juli 1997 nach Kassel eingeladen und erneut 2002 zur documenta 11. Die Ausstellung „Floating Food“ machte 2011 im Haus der Kulturen der Welt Furore. Im Jahr 2005 erschien eine Retrospektive ihrer Fotografien im Deutschen Verlag für moderne Kunst unter dem Titel Ulrike Ottinger. Bildarchive. Fotografien 1970–2005. Im Jahr 2008 publizierte Laurence Arthur Rickels, Professor an der Universität von Kalifornien, unter dem Titel Ulrike Ottinger: the Autobiography of Art Cinema einen Überblick über das Leben und Werk der Künstlerin. Innerhalb des Buches werden Interviews mit Ottinger und Ausschnitte ihrer fotografischen Arbeiten zu einer Exploration des Filmemachens und der Möglichkeit des Kunstfilmes zusammengebracht. Ihre Filme werden regelmäßig zur Berlinale eingeladen.
Ottinger ist Mitglied der Europäischen Filmakademie. 2019 erhielt sie eine Einladung zur Mitgliedschaft in der Academy of Motion Picture Arts and Sciences, die den Oscar verleiht. 2020 wurde ihr die Berlinale Kamera der 70. Berlinale zuerkannt, wo ihr neuer Dokumentarfilm Paris Calligrammes als Beitrag in der Sektion Berlinale Special präsentiert wurde. Der Film ist auch eine Hommage an die von Fritz Picard gegründete gleichnamige Pariser Buchhandlung, die zentraler Schauplatz des Films ist.
Ihr umfangreiches künstlerisches Archiv übergibt Ulrike Ottinger sukzessive an die Akademie der Künste und die Stiftung Deutsche Kinemathek. Die Objekte zu ihrem filmischen Werk gehen an die Stiftung Deutsche Kinemathek, die Akademie der Künste erhält die Objekte zu ihrem theatralen und bildkünstlerischen Werk sowie zu ihren kuratorischen Arbeiten.

## Filmografie
- 1972: Laokoon & Söhne
- 1973: Berlin – Fieber (Dokumentation des Happenings von Wolf Vostell)[9]
- 1975: Die Betörung der blauen Matrosen
- 1976: VOAEX
- 1978: Madame X – Eine absolute Herrscherin
- 1979: Bildnis einer Trinkerin
- 1981: Freak Orlando
- 1984: Dorian Gray im Spiegel der Boulevardpresse
- 1985: China – die Künste – der Alltag. Eine filmische Reisebeschreibung.
- 1986: Superbia – Stolz
- 1987: Usinimage
- 1988: Johanna d’Arc of Mongolia
- 1990: Countdown
- 1992: Taiga
- 1997: Exil Shanghai
- 2002: Südostpassage
- 2002: Das Exemplar
- 2002: Ester
- 2004: Zwölf Stühle
- 2007: Prater
- 2008: Seoul Women Happiness
- 2008: Die koreanische Hochzeitstruhe
- 2009: Still Moving
- 2011: Unter Schnee
- 2016: Chamissos Schatten
- 2016: Aloha
- 2020: Paris Calligrammes

## Hörspiele
- 1994: Taiga. Erzählungen aus dem nördlichen Land der Mongolen. Hörspiel in sieben Teilen. Mit Wolfgang Condrus, Marianne Lochert, Hildegard Schmahl. Regie: Ulrike Ottinger. SWF/BR/SFB 1994.
- 1997: Exil Shanghai. Eine Hörmontage in sechs Teilen. Mit Christiane Bachschmidt, Patrick Blank, Hille Darjes, Wolfgang Hinze, Friedhelm Ptok, Margarete Salbach, Veronika Spindler, Helmut Wöstmann. Regie: Ulrike Ottinger. SWF/SFB 1997.
- 2012: Unter Schnee. Hörspiel in zwei Teilen. Mit Hanns Zischler, Yumiko Tanaka, Yuko Takemichi, Beate Hundsdörfer, Dietmar Herriger, Yoko Tawada, Hiroomi Fukuzawa, Norio Takasugi, Yasutsugu Shichi, Sumio Suga. Komposition: Yumiko Tanaka, Realisation: Ulrike Ottinger. BR Hörspiel und Medienkunst 2012. Als Podcast/Download im BR Hörspiel Pool.[10]

## Auszeichnungen
- 1980: 2. Publikumspreis beim Filmfestival von Sceaux für Bildnis einer Trinkerin
- 1983: 2. Publikumspreis beim Filmfestival von Sceaux für Freak Orlando
- 1984: Spezialpreis der Jury des Filmfestivals Florenz für künstlerische, formale und inhaltliche Geschlossenheit des Œuvres
- 1986: Preis der deutschen Filmkritik für China – die Künste – der Alltag
- 1987: Kurzfilmpreis des HDF Hauptverband deutscher Filmtheater
- 1989: Filmband in Gold (Visuelle Gestaltung) für Johanna d'Arc of Mongolia
- 1989: Preis der Publikumsjury Montréal für Johanna d'Arc of Mongolia
- 2006: Konstanzer Kunstpreis
- 2007: Preis der deutschen Filmkritik in der Kategorie Dokumentarfilm für Prater
- 2010: Verdienstkreuz am Bande der Bundesrepublik Deutschland
- 2011: Hannah-Höch-Preis
- 2012: Special Teddy
- 2020: Berlinale Kamera
- 2021: Hans-Thoma-Preis für ihr Lebenswerk

## Ausstellungen
- 1981: Freak Orlando – Eine künstlerische Gesamtkonzeption. Installation und Fotografien. DAAD-Galerie, Berlin
- 1993: Taiga. Völkerkundemuseum Zürich. Weitere Stationen: Filmmuseum Düsseldorf, Reiss-Engelhorn-Museum Mannheim, u. a.
- 2000: Stills. David Zwirner Gallery, New York
- 2001: Sessions. Contemporary Fine Arts Galerie, Berlin bild-archive. Kunst – Werke, Berlin in Kooperation mit Filmkunsthaus Babylon und Arsenal, Berlin
- 2002: Documenta 11, Kassel
- 2004: Ulrike Ottinger. Bild Archive. Witte de With. Center for Contemporary Art, Rotterdam Faces, Found Objects, and Rough Riders. ArtPace, San Antonio/Texas
- 2005: En Face. Ursula Blickle Stiftung, Kraichtal – Unteröwisheim
- 2007: Film.kunst: Ulrike Ottinger.  Museum für Film und Fernsehen, Berlin
- 2011: Haus der Kulturen der Welt | Berlin – Ulrike Ottinger 'Floating Food', eine Collage aus den Filmen Taiga, Johanna d'Arc of Mongolia und China. Die Künste – Der Alltag.[11]
- 2012: Sammlung Goetz | München – Ulrike Ottinger 'Floating Food'
- 2013: Ulrike Ottinger | Weltbilder. Kestnergesellschaft, Hannover
- 2016: Ulrike Ottinger. Museo Vostell Malpartida[12]
- 2019: Paris Calligrammes. Eine Erinnerungslandschaft von Ulrike Ottinger. Haus der Kulturen der Welt, Berlin.
- 2022: Cosmos Ottinger, Staatliche Kunsthalle Baden-Baden

## Gruppenausstellungen
- 2018: „I’m a Believer.“ Pop Art und Gegenwartskunst aus dem Lenbachhaus und der KiCo Stiftung. Städtische Galerie im Lenbachhaus und Kunstbau München. (Hier wurden Grafiken der Künstlerin gezeigt und konserviert, welche Ende der 1960er Jahre entstanden und formale Parallelen zur Pop Art aufweisen.)[13]